# Seznam evroposlancev iz Slovenije (2019–2024)
Seznam evropskih poslancev iz Slovenije v mandatu 2019–2024 zajema poslance, ki so bili izvoljeni na evropskih parlamentarnih volitvah v Sloveniji 26. maja 2019. Slovenija ima v evropskem parlamentu osem poslanskih mest.
Na evropskih volitvah v Sloveniji, 26. maja 2019 je zmagala lista Slovenska demokratska stranka in Slovenska ljudska stranka (SDS in SLS) (26,44 %) pred Socialnimi demokrati (SD) (18,65 %) in Listo Marjana Šarca (LMŠ) (15,58 %).
13. maja 2022 je evropski poslanki Tanji Fajon prenehal poslanski mandat, saj je bila izvoljena za poslanko v Državnem zboru Republike Slovenije. 18. maja je kot njen nadomestni poslanec nastopil Matjaž Nemec.

## Seznam
| #  | Slika | Slika                     | Poslanec       | Stranka | Stranka                       | Evropska skupina              | Preferenčni glasovi | Število glasov liste | Opomba |
| -- | ----- | ------------------------- | -------------- | ------- | ----------------------------- | ----------------------------- | ------------------- | -------------------- | --- |
| 1. |       |                           | Milan Zver     |         | Slovenska demokratska stranka | Evropska ljudska stranka      | 26.118              | 124.844 (26,44 %)    | |
| 2. |       | Klikni za spremembo slike | Romana Tomc    |         | Slovenska demokratska stranka | Evropska ljudska stranka      | 40.278              | 124.844 (26,44 %)    | |
| 3. |       |                           | Franc Bogovič  |         | Slovenska ljudska stranka     | Evropska ljudska stranka      | 13.616              | 124.844 (26,44 %)    | |
| 4. |       | Klikni za spremembo slike | Tanja Fajon    |         | Socialni demokrati            | Stranka evropskih socialistov | 53.472              | 88.093 (18,65 %)     | 13. maja 2022 nastopila mandat poslanke v Državnem zboru Republike Slovenije, s čimer ji je potekel mandat evropske poslanke. |
| 5. |       |                           | Milan Brglez   |         | Socialni demokrati            | Stranka evropskih socialistov | 6.970               | 88.093 (18,65 %)     | |
| 6. |       |                           | Irena Joveva   |         | Lista Marjana Šarca           | Prenovimo Evropo (ALDE)       | 41.804              | 73.581 (15,58 %)     | |
| 7. |       | Klikni za spremembo slike | Klemen Grošelj |         | Lista Marjana Šarca           | Prenovimo Evropo (ALDE)       | 6.414               | 73.581 (15,58 %)     | |
| 8. |       | Klikni za spremembo slike | Ljudmila Novak |         | Nova Slovenija                | Evropska ljudska stranka      | 19.178              | 52.244 (11,06 %)     | |
| 9. |       |                           | Matjaž Nemec   |         | Socialni demokrati            | Stranka evropskih socialistov | 5.636               | 88.093 (18,65 %)     | Nadomestni poslanec Tanje Fajon.                                                                                              |